# Dispositif piège

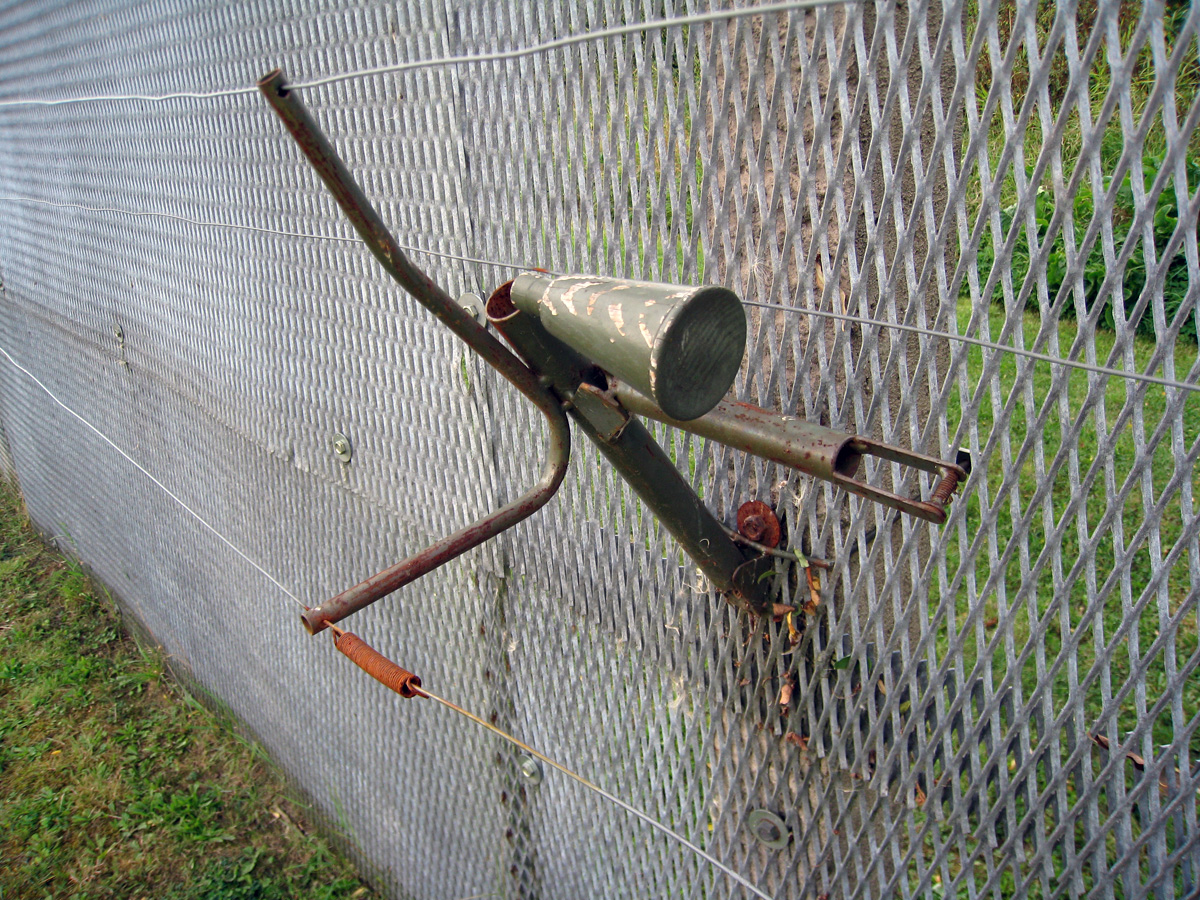
Réplique du cône du dispositif piège SM-70 monté sur une section de la clôture l'ancienne frontière interallemande. Il contenait une charge explosive qui projetait des éclats lorsqu'il était activé.

Un dispositif piège est un dispositif conçu pour blesser ou surprendre une personne, et déclenché sans qu’elle le sache, par la présence ou les actions de la victime.
Comme le mot piège l’indique, il comporte souvent une sorte d'appât destiné à attirer la victime vers lui. Cependant, dans certains cas il n'existe pas d'appât, le dispositif étant par exemple placé sur une route à grande circulation, ou déclenché lorsque la victime effectue un certain type d'action de la vie quotidienne, comme ouvrir une porte, ramasser un objet ou actionner un dispositif.
Des pièges mortels sont souvent utilisés durant les guerres, en particulier pendant les guerres de guérilla. Des pièges conçus pour blesser sont aussi parfois utilisés par des criminels qui veulent protéger des biens illicites (comme de la drogue), ainsi que par certains propriétaires qui souhaitent se protéger contre le vol.
Les pièges qui ne font que causer de l'inconfort ou la gêne ne sont qu’une forme d'humour potache.

## Pièges militaires

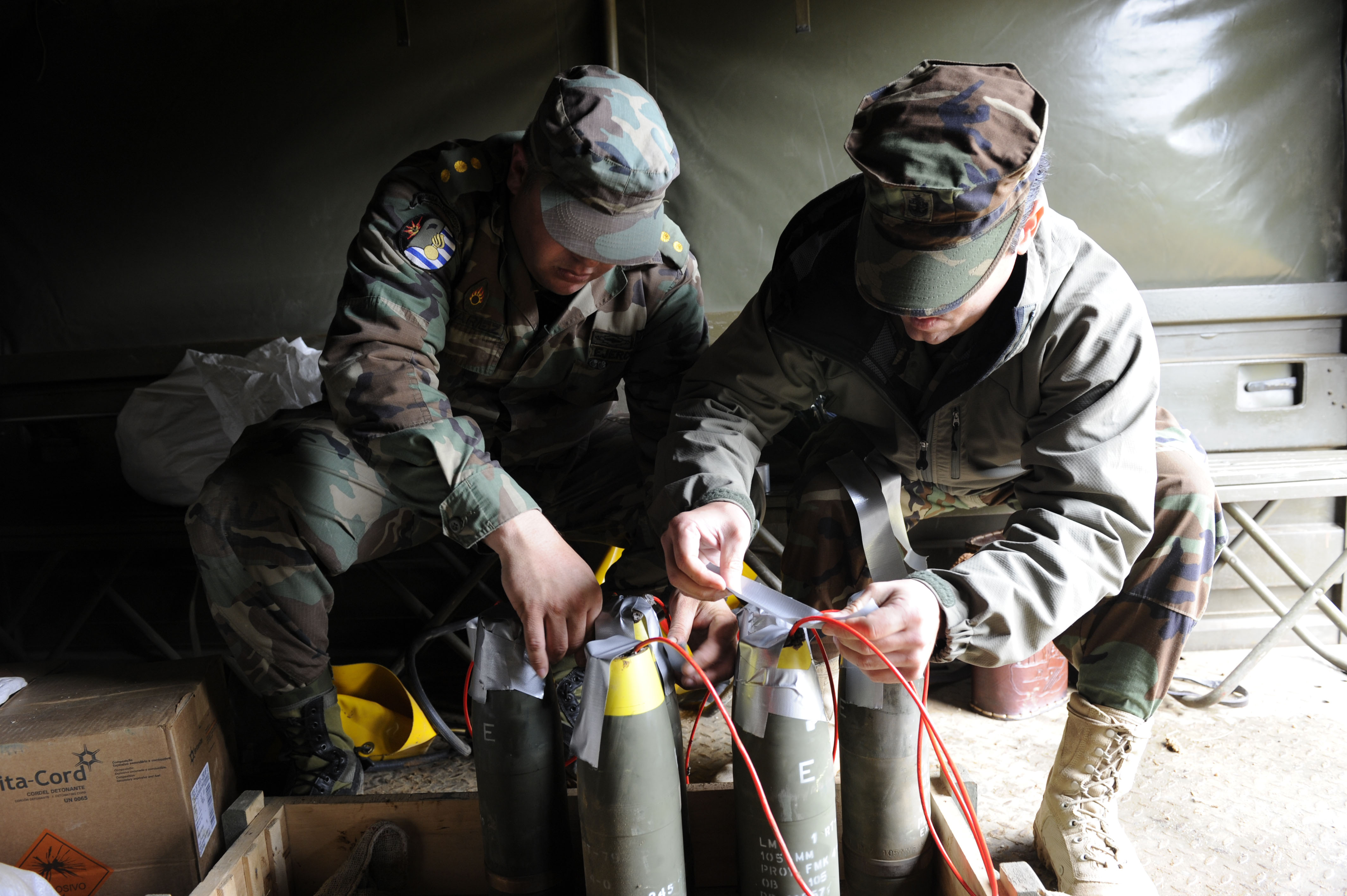
Militaires uruguayens et américains préparant un piège. Plusieurs obus d'artillerie de 105 mm avec de l'explosif plastic placé dans la fusée. Les 5 obus ont été reliés avec du cordon détonant pour les faire faire exploser simultanément. Pour achever ce dispositif piège, l'étape finale consiste à connecter un détonateur au cordon et de cacher le tout sous une couverture, par exemple un journal ou un drap de lit.

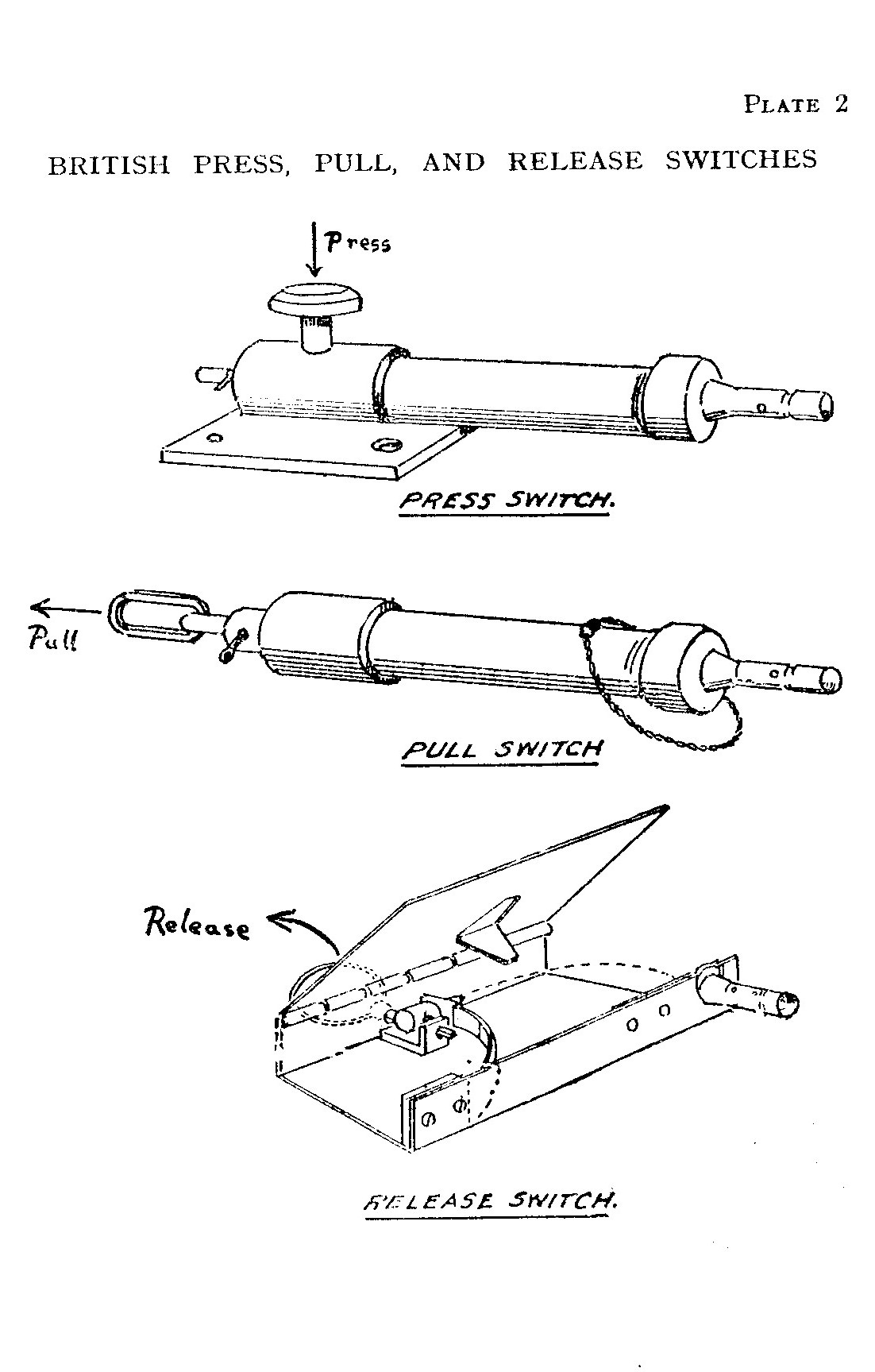
Systèmes de mise à feu d’un dispositif piège, vers 1941: Système à pression, à traction et à déclenchement; composants fabriqués en grande série destinés à la construction de pièges.

Un piège militaire peut être utilisé pour localiser l'emplacement d'un ennemi qui déclencherait un dispositif le signalisant, ou il peut être conçu pour tuer ou blesser la personne qui active le piège. La plupart des pièges militaires utilisent des explosifs.
Il n'y a pas de distinction claire entre un piège et un simple dispositif destiné à tuer un adversaire. Par exemple, les mines terrestres conventionnelles produites en grande série sont habituellement dissimulées dans le sol mais peuvent être déclenchées par un fil, mais les mines directionnelles sont conçues spécifiquement pour fonctionner avec un fil piège, comme la mine antipersonnel directionnelle SM-70.
Ce qui distingue un piège, c'est qu'il agit d'une manière inattendue qui tire profit de l'ignorance de la victime de son mode de fonctionnement. Il s'ensuit naturellement que les conceptions des pièges doivent être nombreuses et variées. Pour cette raison, les pièges sont souvent au moins partiellement improvisés, à partir d'éléments de munition comme d’obus d'artillerie, de grenades ou d'explosifs. Toutefois, certaines mines ont des caractéristiques spécialement adaptées pour l'incorporation dans des pièges et les armées ont été équipés en masse avec une variété de mécanismes de déclenchement destinés à être incorporés à des pièges d’un grand nombre de façons.
Un piège est généralement dissimulé ou travesti pour qu'il ne puisse pas être vu ou vu comme quelque chose d’inoffensif. Typiquement, un piège sera caché à l'intérieur, derrière ou sous un autre objet.
Une partie de l'habileté à placer des pièges réside dans l'exploitation des comportements humains naturels tels que l'habitude, l'auto-préservation, la curiosité ou la cupidité. Une astuce courante consiste à fournir aux victimes une solution simple à un problème, par exemple en ne laissant qu'une seule porte ouverte dans un bâtiment sécurisé, menant directement vers le mécanisme déclencheur du piège.
Un exemple qui exploite l’instinct de conservation a été utilisé dans la guerre du Viêt Nam. Des pointes acérées étaient cachés dans une zone herbeuse. Lorsqu’on faisait feu sur eux, les soldats, sans le savoir, se mettaient à couvert dans la zone piégée, se jetant sur les pointes.
Des objets attrayants ou intéressants sont souvent utilisés comme appât afin d'attirer des victimes pour déclencher le piège. Par exemple, les troupes pourraient laisser derrière elles des bouteilles de bière vides et une caisse d’emballage en bois fermée avec « Scotch Whisky » inscrit dessus avant de quitter une zone. La caisse, remplie de gravats, peut être placée sur un dispositif de mise à feu M5 ou M142,, connecté à quelques blocs de TNT ou à un explosif C4 disposé dans la boite à fusée d'un obus de mortier. Le poids de la caisse d'emballage peut simplement maintenir le levier d'armement d'une grenade RGD-5 montée avec une fusée zéro retard et dégoupillée. De toute façon, lorsque la caisse est déplacée, le piège explose, tuant ou blessant grièvement quiconque se trouve à proximité immédiate. Il existe beaucoup de types d'objets appâts différents qui peuvent être utilisés. Par exemple, les soldats seront tentés de lancer un coup de pied sur une canette de bière vide gisant sur le sol quand ils marcheront devant elle. Mais cette canette, partiellement remplie avec du sable, peut être placée sur un mécanisme de mise à feu à pression de type M5 vissé dans une grenade M26 enterrée.
De nombreux systèmes de mise à feu de dispositifs pièges existent comme le système de mise à feu M142, (identique au L5A1 britannique ou F1A1 au australien) qui permettent une large palette de façons de déclencher l’explosion des explosifs, par exemple via un fil de déclenchement (soit en le tirant ou en relâchant la tension sur celle-ci), par une pression directe sur un objet (par exemple en marchant dessus), en relâchant la pression (en soulevant/enlevant quelque chose) etc.,,,
Presque tout objet peut être piégé de quelque manière que ce soit. Par exemple, piéger une lampe de poche est une tactique classique: une lampe de poche contient déjà la plupart des composants requis. Tout d'abord, la lampe de poche agit comme un appât, il est tentant pour la victime de la ramasser. Plus important encore, il est facile de dissimuler un détonateur, des explosifs, et des piles à l'intérieur du boîtier de la lampe de poche. Un circuit électrique simple est connecté à l'interrupteur marche / arrêt. Lorsque la victime tente d’allumer la lampe de poche pour voir si elle fonctionne, l'explosion arrache sa main ou son bras et éventuellement le rend aveugle.
Les seules limites à la complexité des pièges sont la compétence et l'inventivité des personnes qui les installent. Par exemple, l'« objet d'appât » (par exemple une caisse dans un coin de la pièce) qui attire les victimes dans le piège peut en fait ne pas être piégé du tout. Toutefois, les meubles, qui doivent être poussés afin d'accéder à l'appât peuvent avoir été équipés d’un fil relié à un dispositif de mise à feu M142 connecté à un obus d'artillerie de 155 mm.
Un piège peut être de n'importe quelle taille. Toutefois, en règle générale, un dispositif piège met en œuvre entre 250 g et 1 kg d'explosif. Comme la plupart des dispositifs pièges sont destinés à exploser à un mètre du corps de la victime, c'est la quantité suffisante pour tuer ou blesser gravement,.
En règle générale, les pièges sont placés là où il y a une forte probabilité qu’ils soient vus et déclenchés par les victimes ciblées. Typiquement, ils sont disposés dans des endroits où les gens vont naturellement ou sont dans des zones qu’ils sont forcés d’utiliser. La liste de ces zones comprend :
- les maisons abandonnées qui restent debout dans un village, ce qui peut attirer les soldats ennemis qui cherchent un refuge.
- une porte, un tiroir ou une armoire à l'intérieur d'un bâtiment que quelqu'un va ouvrir sans penser à ce qui pourrait être relié à eux. Si une porte est verrouillée, les gens croient qu'il pourrait y avoir quelque chose de précieux derrière elle de sorte qu'ils sont plus susceptibles de la défoncer, avec une issue mortelle.
- les véhicules abandonnés sur la route, avec un appât laissé sur la banquette arrière.
- des goulots d’étranglement naturels, tels que les passerelles seul moyen de traverser une rivière, que les gens doivent utiliser qu'ils le veuillent ou non.
- d’importantes installations stratégiques telles que des aérodromes, les gares et d'installations portuaires, que toute force d'invasion voudra occuper et utiliser.
- toutes choses dont l'utilisation ou la valeur fait que les gens veulent naturellement la posséder ou qui les rend curieux de voir ce qu'il y a à l’intérieur, par exemple une caisse de bière, un pistolet, une lampe de poche, un sac à dos ou même des magazines pornographiques.

Un dispositif piège n’inclut pas forcément des explosifs dans sa construction. Les exemples incluent les pointes punji mentionnées précédemment et les pièges qui emploient des objets lourds mis en place pour tomber sur celui qui déclenche le mécanisme. Toutefois, la mise en place de pièges non explosifs nécessite de la main d’œuvre et du temps, et ils sont plus difficiles à dissimuler et sont moins susceptibles de causer des dommages graves. En revanche, les pièges contenant des explosifs sont beaucoup plus destructeurs : soit ils tueront leurs victimes, soit les blesseront grièvement,,.

### Effets
En plus de leur capacité évidente pour tuer ou blesser, leur présence a d'autres effets. Il s'agit notamment de la capacité à :
- démoraliser les soldats car les pièges tuent ou mutilent des camarades ;
- maintenir les soldats en permanence stressés, méfiants et incapables de se détendre puisqu'il est difficile pour eux de savoir quels zones, bâtiments ou objets sont sûrs ;
- ralentir le mouvement d’une troupe puisque les soldats sont obligés de nettoyer les zones pour être sûrs qu’il n’y a plus de piège ;
- rendre les soldats prudents, au lieu d’être agressifs et confiants ;
- créer des zones interdites (réelles ou imaginaires) après qu’un piège a tué ou blessé quelqu'un ;
- stopper une section ou un peloton pour faire face à des pertes, ce qui ralentit et retarde les troupes ;
- créer de la confusion et de la désorientation comme prélude à une embuscade.

Les pièges sont des armes aveugles. Comme les mines antipersonnel, ils peuvent nuire à des civils et autres non-combattants (pendant et après le conflit) qui ne connaissent pas leur présence. Par conséquent, il est d'une importance vitale pour toute force qui installe des pièges de tenir un enregistrement précis de leur position afin qu'ils puissent être éliminés lorsque le conflit est terminé.

### Utilisation à travers l'histoire

#### Au Viêt Nam

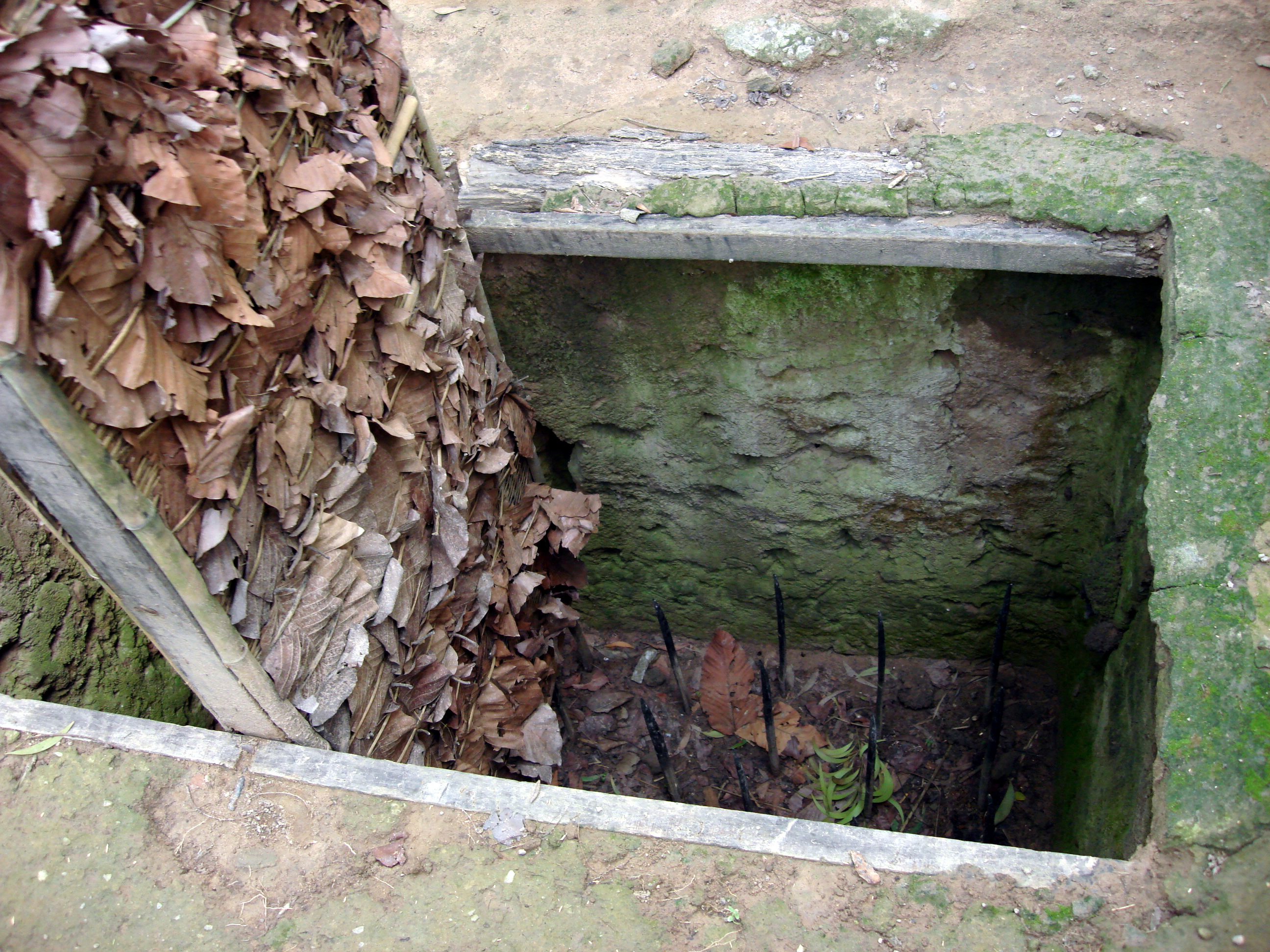
Side Closing Trap dans les tunnels de Củ Chi

Durant la guerre du Viêt Nam, les soldats Viêt-cong utilisaient divers types de pièges afin de tuer ou blesser grièvement les soldats américains.
Les pièges les plus courants reposaient sur l'utilisation de pointes acérées en bois ou en bambou, dites « Punji », camouflées dans des trous sur les sentiers empruntés par leurs adversaires, autour de leurs positions, ou aux endroits où ils étaient susceptibles de se mettre à l'abri lors d'une embuscade.
Ils utilisaient également des pièges plus « actifs », déclenchés par l'arrachage d'un fil caché, qui venaient empaler leurs victimes.
Les pointes en elles-mêmes étaient rarement létales, la philosophie du Viêt-cong étant d'infliger de préférence des blessures douloureuses, voire handicapantes. En effet, un ennemi blessé retire du combat plus d'adversaires qu'un ennemi mort, ses camarades étant occupés à l'évacuer.
Les types de pièges les plus utilisés étaient les suivants :
- Le « Punji Stake Pit »

C'est un trou, dans le fond et sur les côtés duquel sont fichées des pointes acérées. Le trou est recouvert de feuilles afin d'être invisible, et un ennemi marchant sur le trou vient empaler son pied sur les pointes. Fréquemment, les pointes sont couvertes de poison ou d'excréments afin que les blessures s'infectent.
- Le « Punji Bear Trap »

Variante du précédent, il comprend deux planches fichées de pointes, placées au-dessus d'un trou caché. Sous le poids du pied, les planches se rabattent sur la partie inférieure de la jambe.
- Le « Side Closing Trap »

Ce piège de plus grande taille se compose d'un grand trou recouvert d'une planche camouflée. Au centre de la planche se trouve une pièce de bois servant de pivot. Le poids du corps provoque une rotation de la planche, entraînant la chute du soldat dans le trou rempli de pointes.
Les soldats du Viêt-cong utilisent également des grenades dégoupillées enveloppées dans une bande en caoutchouc (rubber band grenade) et les placent dans les huttes. Lorsque les soldats américains les brûlent, la bande de caoutchouc relâche le levier et déclenche l'explosion.
Un autre piège populaire est la grenade en canette (grenade in a can) dans lequel une grenade dégoupillée attachée à une ficelle est placée dans un récipient. En tirant sur la ficelle, la grenade sort du récipient, éjecte son levier et déclenche l'explosion. Parfois, le mécanisme de mise à feu de la grenade est modifié pour donner un délai beaucoup plus court que les quatre à sept secondes typiques des mises à feu de grenade. Les soldats du Viêt-cong les utilisent principalement sur les portes mais tendent aussi le fil de déclenchement au travers des chemins dans la jungle.
Par ailleurs, les soldats Viêt-cong piègent également des motocyclettes. Les soldats américains tentés de les conduire déclenchent ainsi les explosifs.
De leur côté, la CIA et les Bérets verts piégeaient les caisses de munitions de l'ennemi, dans une opération au nom de code « Projet Eldest Son (en) ». La charge propulsive d’une cartouche est remplacée par de l’explosif. Lorsqu’elle était tirée, la cartouche sabotée détruit le fusil ou la mitrailleuse et tue ou blesse le tireur. Des obus de mortier sont truqués de la même façon pour qu’ils explosent lors de leur chute dans le tube, au lieu de se lancer correctement. Ces munitions sont ensuite soigneusement réemballées pour éliminer tout signe d'altération et placées dans les dépôts de munitions ennemis par les équipes d'insertion secrètes. Une munition sabotée peut aussi être insérée dans un chargeur de fusil ou une bande de munitions de mitrailleuse et laissée sur le corps d'un soldat Viêt-cong mort, en prévision du fait que les munitions du soldat mort seront ramassées et utilisées par ses camarades. Une seule munition est insérée dans un chargeur ou une bande de munitions afin de réduire les chances que l'ennemi ne les trouve, quel que soit le soin apporté à l’inspection de leurs approvisionnements. Par ailleurs, de fausses rumeurs et de faux documents sont diffusés afin de faire croire que les communistes chinois fournissent aux Viêt-congs des armes et des munitions défectueuses.

#### En Irlande du Nord
Au cours du conflit nord-irlandais, des dispositifs pièges sont souvent utilisés par l’armée républicaine irlandaise provisoire (IRA) à l'encontre des soldats de l'Armée de terre britannique et des membres de la Police royale de l'Ulster. Le piégeage des véhicules est le mode d'action le plus courant. Selon le registre des décès de Sutton, 180 décès au cours des troubles sont le résultat de dispositifs pièges, la grande majorité d'entre eux posés par l'IRA provisoire.

#### Au Moyen-Orient
Au cours de la Seconde Intifada, certains groupes arabo-palestiniens ont recours de manière intensive à des pièges.
La plus grande utilisation de pièges (entre 2000 et 2005, la période de l'Intifada) est durant la bataille de Jénine pendant l'opération Rempart. Un grand nombre,  1 000 à 2 000 selon un militant palestinien capturé à Jénine pendant la bataille,, d'engins explosifs sont placés par les insurgés. Les pièges sont posés dans les rues du camp et la ville, prêts à être déclenchés par un pied accrochant un fil-déclencheur ou par un véhicule roulant sur une mine. Certaines de ces bombes sont énormes, contenant jusqu'à 110 kg (250 livres) d'explosifs. Pour contrer ces dispositifs, l'Armée de défense d'Israël envoye des Bulldozers D9 blindés pour déclencher les explosions des engins explosifs tout en limitant les dommages. Finalement, quelques dizaines de bulldozers D9 entrent en action, rasent le centre du camp de réfugiés et forcent les derniers militants palestiniens présents à se rendre.

### Galerie
En règle générale, la plupart des systèmes de mise à feu contiennent un ressort qui propulse un percuteur (en forme d'aiguille) vers une amorce à percussion reliée à un détonateur. Le détonateur est inséré dans une charge explosive, comme lr C4 ou un bloc de TNT. Le déclenchement du piège (par exemple en tirant sur un fil déclencheur) libère le percuteur. Ce dernier, propulsé par le ressort, frappe l'amorce. Sous le choc, l’amorce s’embrase et déclenche le détonateur. L’explosion du détonateur déclenche la charge explosive principale.

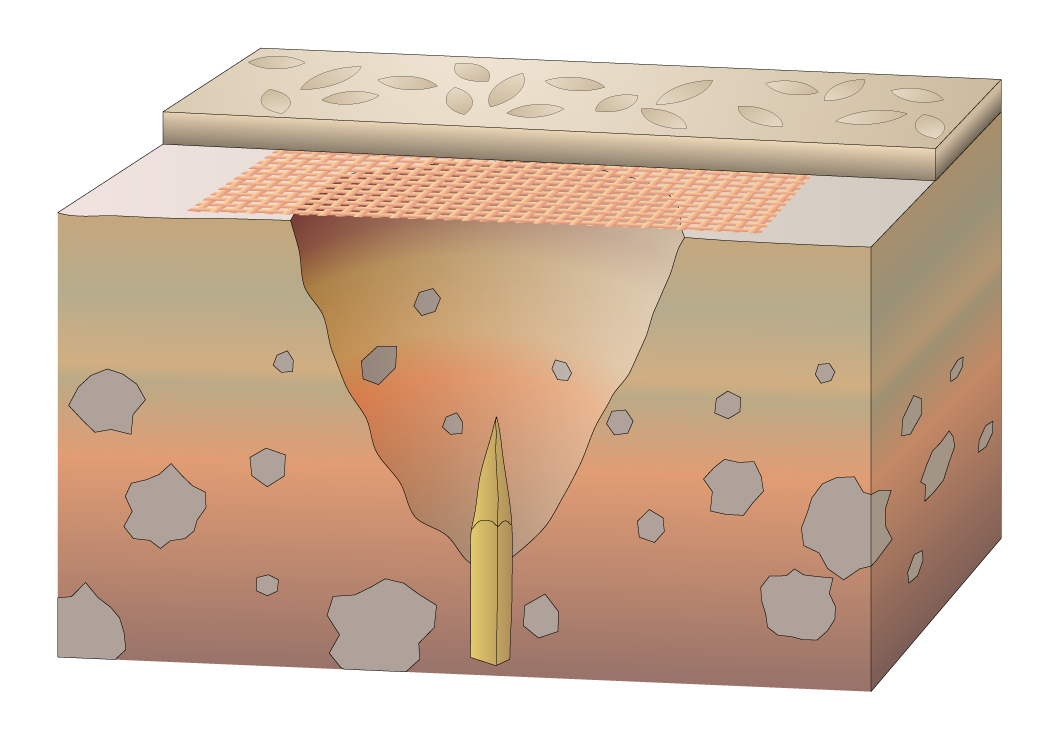
Trou de loup, dispositif piège simple : trou dissimulé comportant un ou plusieurs pieux au fond
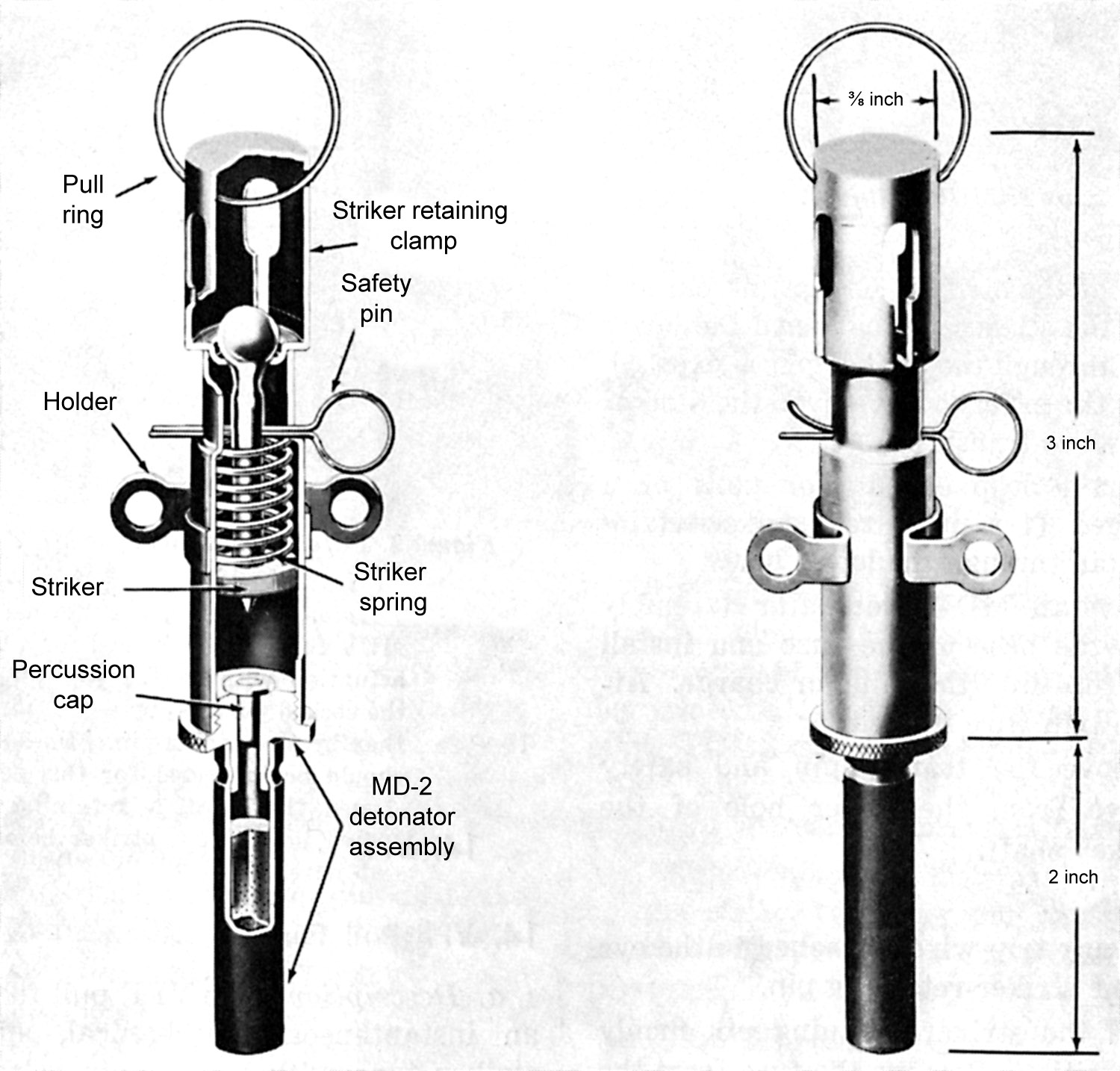
Système de mise à feu soviétique de dispositifs pièges - fusée mise à feu en tirant, normalement reliée à un fil déclencheur
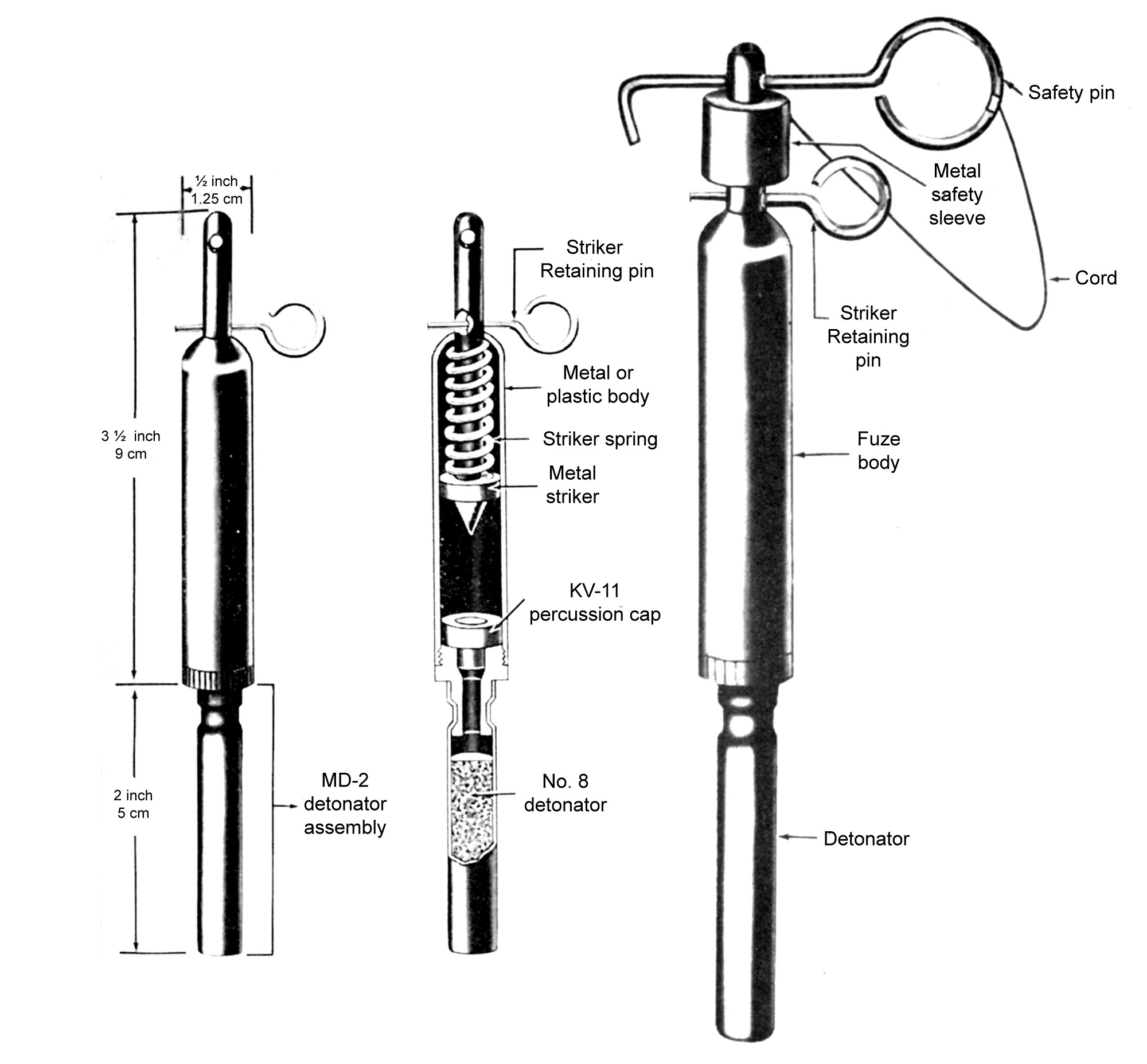
Conception alternative Système de mise à feu soviétique - fusée mise à feu en tirant, normalement reliée à un fil déclencheur
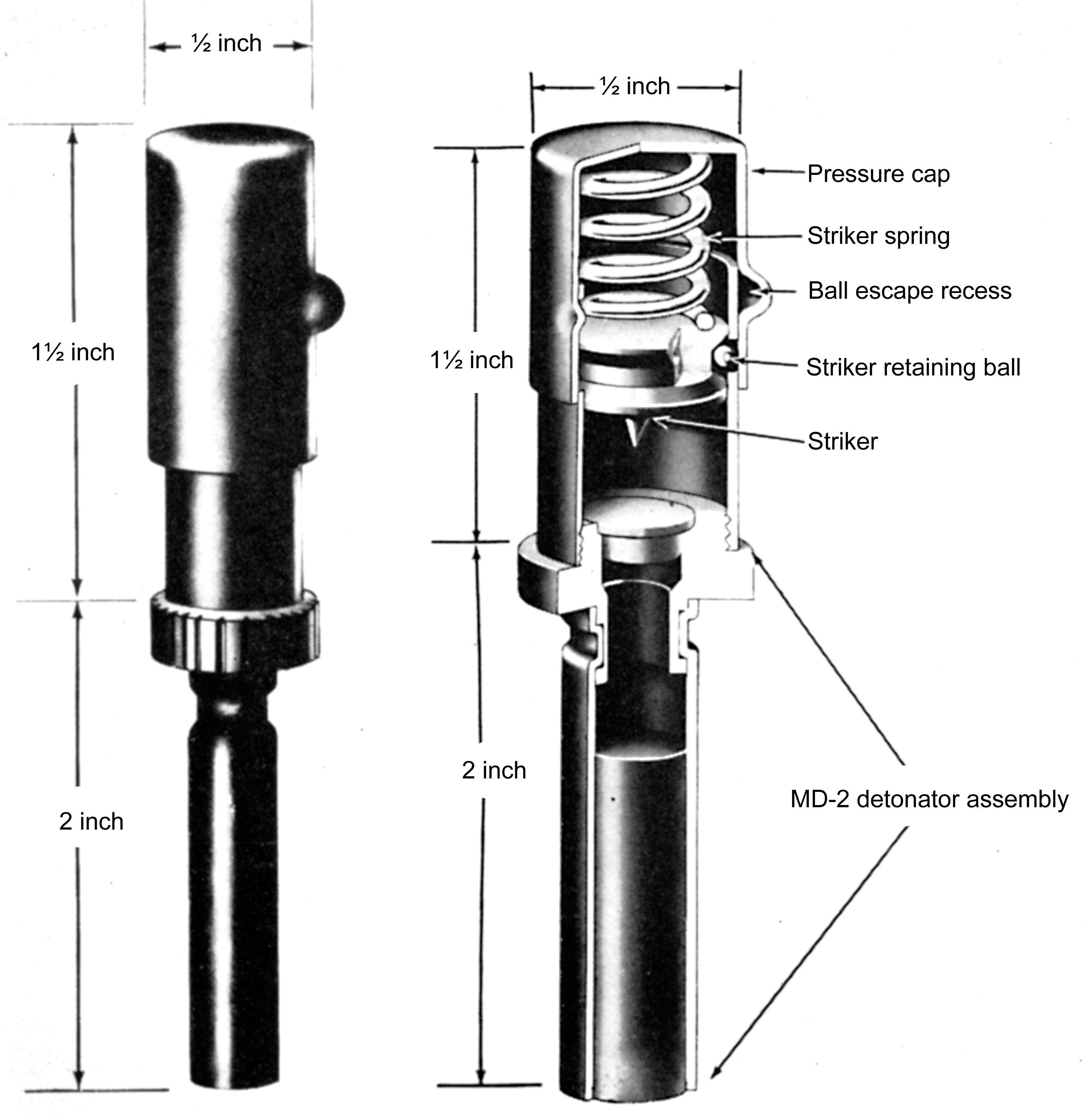
Système de mise à feu soviétique de dispositifs pièges - fusée mise à feu par pression: la victime marche sur une planche sous lequel est caché la fusée

## Utilisation criminelle et utilisation de sécurité
Les pièges peuvent également être utilisés comme des armes défensives contre les hôtes indésirables ou contre des intrus civils. Certaines personnes ont mis en place des pièges dans leurs maisons pour empêcher toute intrusion. Les lois varient : le créateur du piège peut être à l'abri de poursuites, car la victime est un intrus, ou le propriétaire de la maison peut être tenu responsable des dommages causés à l'intrus.

## Les virus informatiques
Beaucoup de virus informatiques prennent la forme de pièges en ce sens qu'ils sont déclenchés quand un utilisateur non averti effectue une action apparemment ordinaire comme l'ouverture d'une pièce jointe.

## Farces
Au lieu d'être utilisé pour tuer, mutiler ou blesser, les pièges peuvent également être utilisés pour le divertissement. Des farces et attrapes sont généralement déguisées en objets du quotidien tels que des cigares ou des paquets de chewing-gum et autres friandises à grignoter. Lorsque les victimes tentent d'utiliser l'élément, le piège se déclenche. On peut citer quelques exemples parmi les plus connus : le cigare explosif, le verre baveur, la boite sauteuse ou le chewing gum électrique. Les pièges peuvent également être construit à partir d'articles de la maison ou du lieu de travail et être déclenché lorsque la victime effectue une action banale. On peut par exemple desserrer les boulons d'une chaise afin qu'elle s'effondre quand on assied dessus, ou en plaçant un seau d'eau sur le dessus d'une porte entrouverte de sorte qu’une fois la porte complètement ouverte, le seau se déverse sur la victime. Une variante est le seau d'eau rempli de confettis.